# Arachniodes spectabilis
Arachniodes spectabilis är en träjonväxtart som först beskrevs av Ren-Chang Ching, och fick sitt nu gällande namn av Ren-Chang Ching. Arachniodes spectabilis ingår i släktet Arachniodes och familjen Dryopteridaceae. Inga underarter finns listade.